# Kleine Zab
De Kleine Zab (Arabisch: الزاب الاسفل (al-Zāb al-Asfal), Kurdisch: Zêy Koya / Zêyê Biçûk, Perzisch: زاب کوچک (Zâb-e Kuchak)) ontspringt in Iran en mondt uit in de Tigris in Noordoost-Irak. De rivier is ongeveer 400 km lang en het stroomgebied beslaat 22.000 km². De rivier wordt grotendeels gevoed door regenval en smeltende sneeuw, wat resulteert in een maximale waterafvoer in de lente, en laag water in de zomer en het begin van de herfst. Er zijn twee dammen gebouwd in de Kleine Zab, waaronder de Dukandam, die water voor irrigatie en elektriciteit aanleveren. 
Het Zagrosgebergte is sinds het Vroegpaleolithicum bewoond, maar de vroegste archeologische vindplaats in het stroomgebied van de Kleine Zab, Barda Balka, dateert uit het Middenpaleolithicum. Ook voor iedere periode daarna is menselijke bewoning langs de rivier aangetoond, bijvoorbeeld in Tell Bazmusian, Tell Shemshara en Idu. In teksten van het tweede millennium v.Chr. wordt de rivier Zābu šupālû genoemd en vormde hij de grens tussen māt Aššur (het rijk van Assur) en māt  Arrapḫi (het rijk van Arrapha). Later vormde de rivier de grens tussen Adiabene in het noorden en Bēt Garmai in het zuiden.
- Virtual International Authority File: 315145249